# جون هاو (عسكري)
جون هاو (بالإنجليزية: John F. G. Howe)‏ هو عسكري جنوب أفريقي، ولد في 26 مارس 1930 في إيست لندن في جنوب أفريقيا، وتوفي في 27 يناير 2016.